# Gerard Gramse
Gerard Gramse (ur. 18 sierpnia 1944 w Mroczy, zm. 8 listopada 2012 w Poznaniu) – polski lekkoatleta sprinter.
Jego największym sukcesem jest srebrny medal w sztafecie 4 × 100 metrów zdobyty podczas mistrzostw Europy w 1971 w Helsinkach (wraz z nim biegli Tadeusz Cuch, Zenon Nowosz i Marian Dudziak). Był również złotym medalistą Uniwersjady w 1970 w Turynie w tej samej konkurencji (wraz ze Stanisławem Wagnerem, Janem Wernerem i Nowoszem).
Gramse był wicemistrzem Polski w sztafecie 4 × 100 metrów w 1967 oraz brązowym medalistą w biegu ma 200 metrów w 1968 i w sztafecie 4 × 100 m w 1965. Siedmiokrotnie wystąpił w meczach reprezentacji Polski w latach 1967-1971, bez zwycięstw indywidualnych.
Rekordy życiowe:
- bieg na 100 metrów – 10,3 (27 lipca 1968, Szczecinek)
- bieg na 200 metrów – 21,0 (7 sierpnia 1966, Poznań)

Był zawodnikiem AZS Poznań.
Pracował jako trener przygotowania fizycznego w młodzieżowym klubie koszykarskim MKK Pyra Poznań.